# Wendy Huyghe

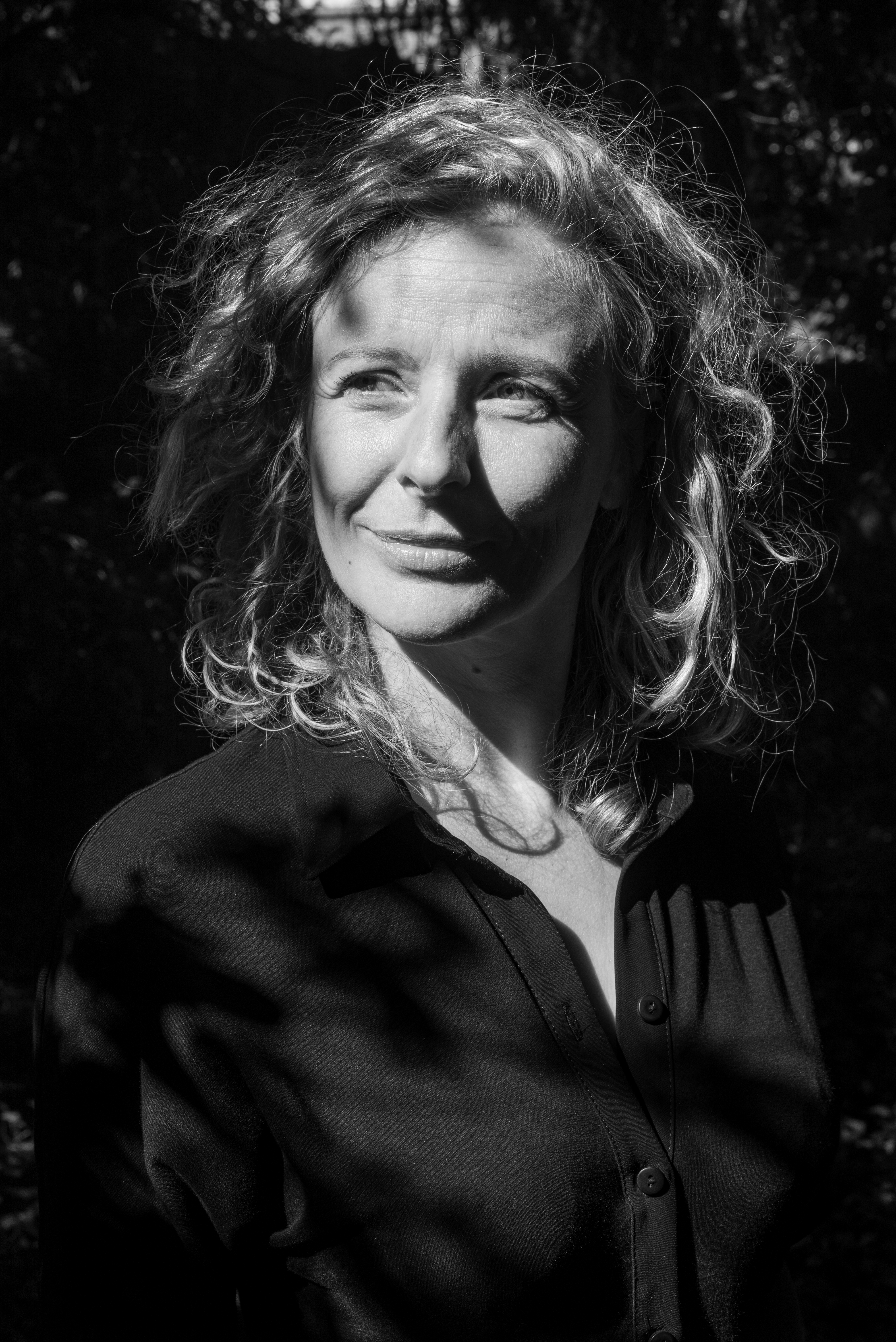
Wendy Huyghe

Wendy Huyghe (29 maart 1979) is een Belgisch schrijver en scenarist en voormalig televisiepresentator.
Huyghe startte als journalist en columnist bij Het Nieuwsblad, waarna ze in 2006 de overstap maakte naar de televisiezender TMF. Vanaf haar begin bij TMF vormde ze een presentatieduo met Sofie Engelen. Aanvankelijk maakten ze alleen losse reportages, maar begin 2007 werden de twee volwaardige TMF-vj's (presentatoren) en kregen ze hun eerste eigen programma, Comité P(arty).
Op 8 september 2007 verscheen het boek Kleine vonk, groot vuur. Hierin tekende Huyghe het verhaal van ALF-militante Anja Hermans op. Hermans stak eind jaren negentig een groot aantal fastfoodrestaurants in brand.
Vanaf 29 februari 2008 was Huyghe zes weken lang te zien in het VTM-programma Alles Moet Weg, als copresentatrice naast Koen Wauters. 
Ze combineerde haar televisiewerk tevens met een baan als lerares Nederlands.
In 2009 vertrok ze bij TMF om persvoorlichter te worden bij Handicap International. Ze bleef ruim tien jaar actief in de humanitaire sector. 
In oktober 2022 verscheen haar literair debuut Zeevonk, een roman voor jongeren. In 2023 verscheen de speelfilm Zeevonk in de zalen. Huyghe schreef hiervoor het scenario samen met Jean-Claude Van Rijckeghem. De film is geregisseerd door haar broer Domien Huyghe. 